# Sippenaeken
Sippenaeken (en francique ripuaire Sépenaake) est une section de la commune belge de Plombières, située en Région wallonne dans la province de Liège.
C'était une commune à part entière avant la fusion des communes de 1977.
Le village a une population de 300 habitants et se situe le long de la frontière néerlandaise.
Le village abrite une église de 1840 et un château le Beusdael, construit au XIVe siècle.

## Évolution démographique
- Sources : INS, Rem. : 1831 jusqu'en 1970 = recensements, 1976 = nombre d'habitants au 31 décembre.

## Images

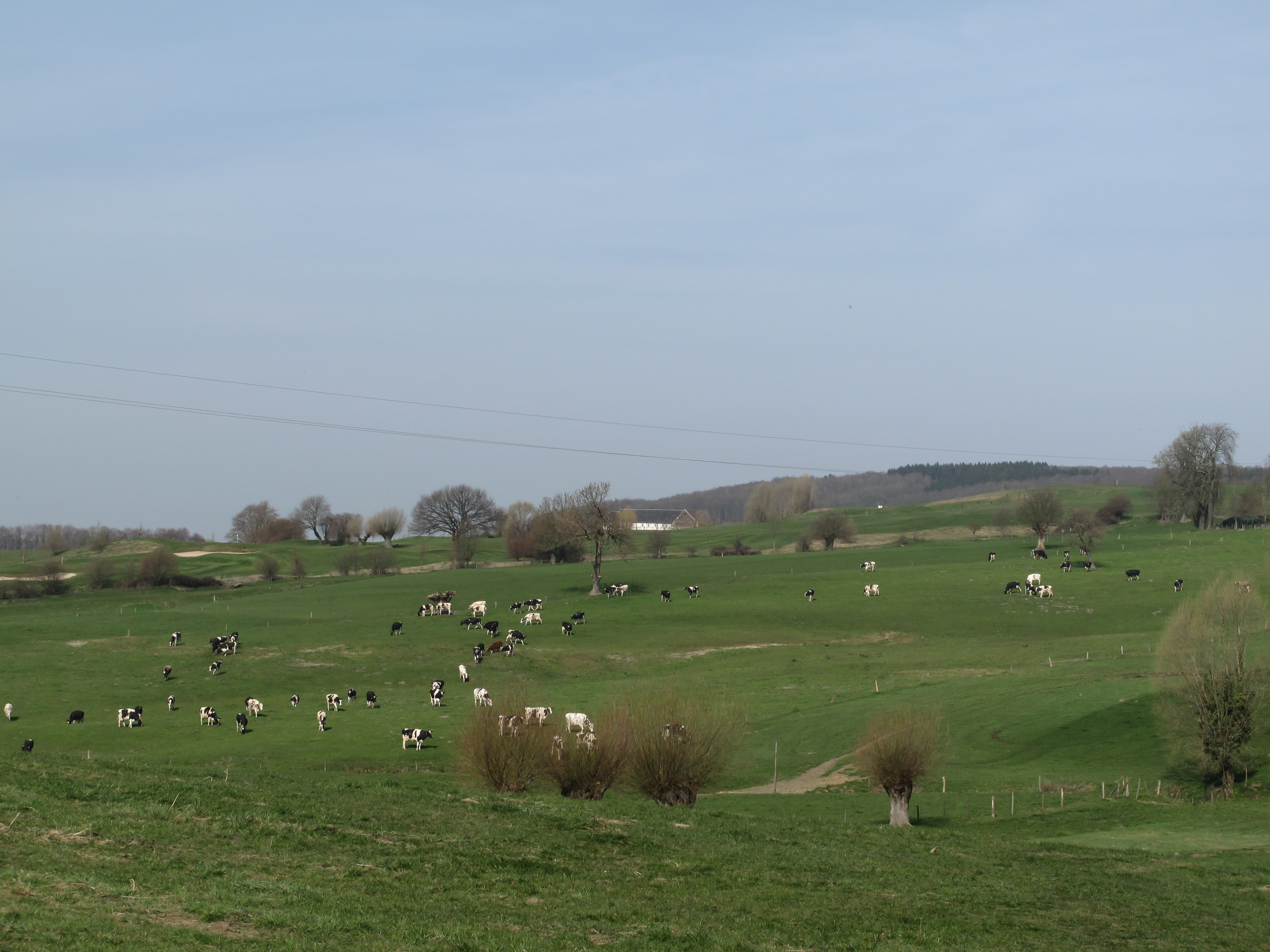
Panorama entre Sippenaeken et Gemmenich.
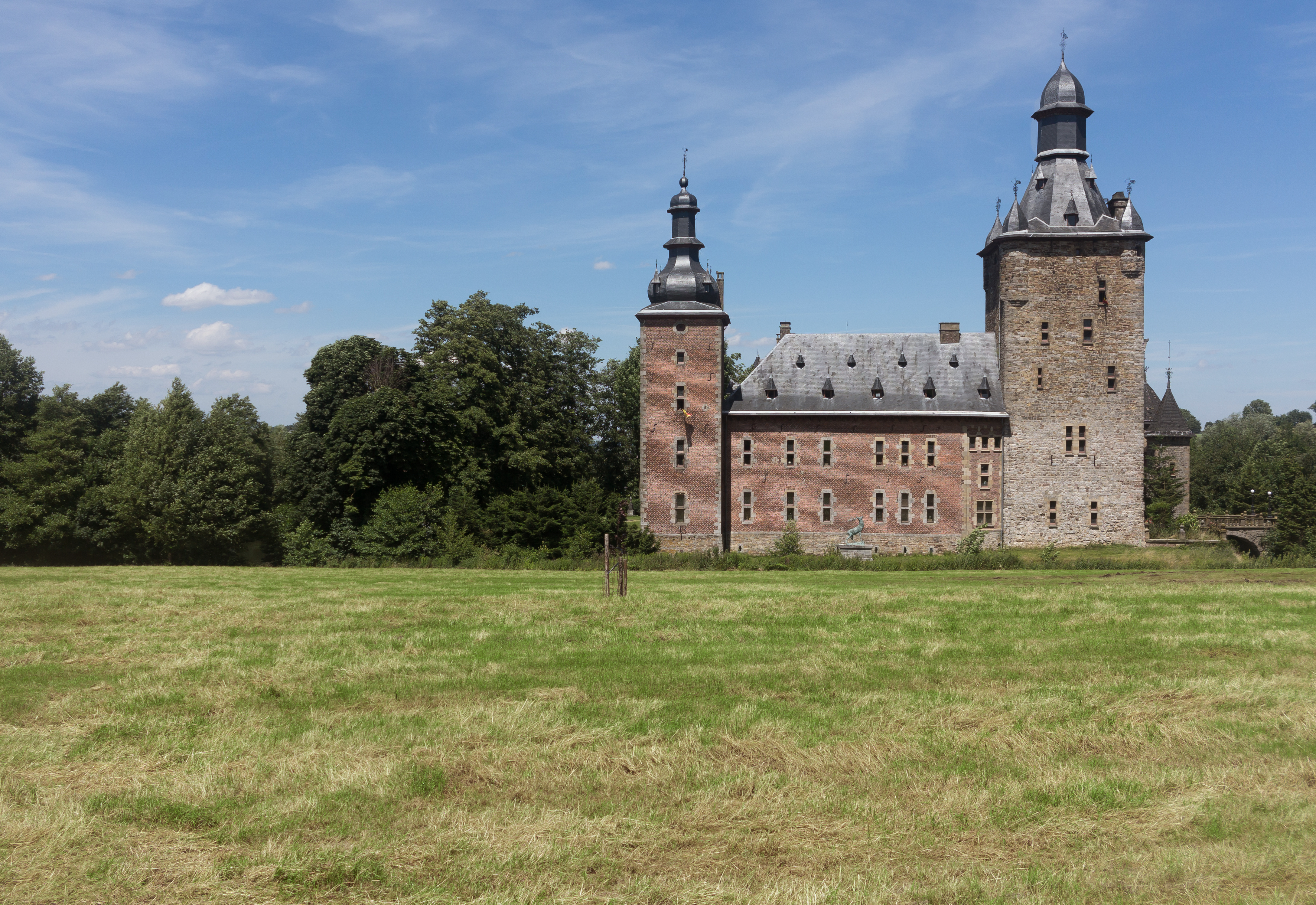
Château de Beusdael.
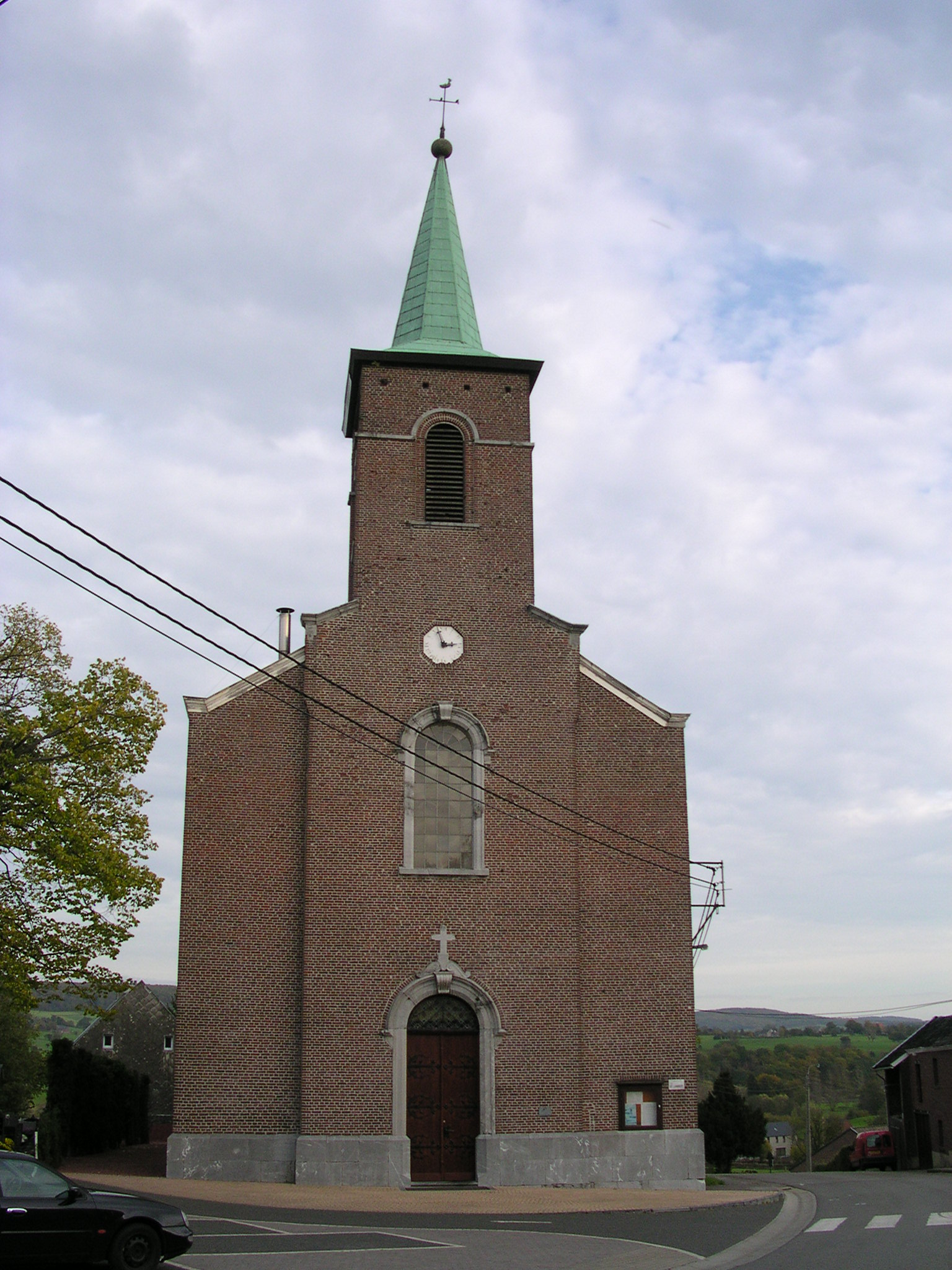
L'église.
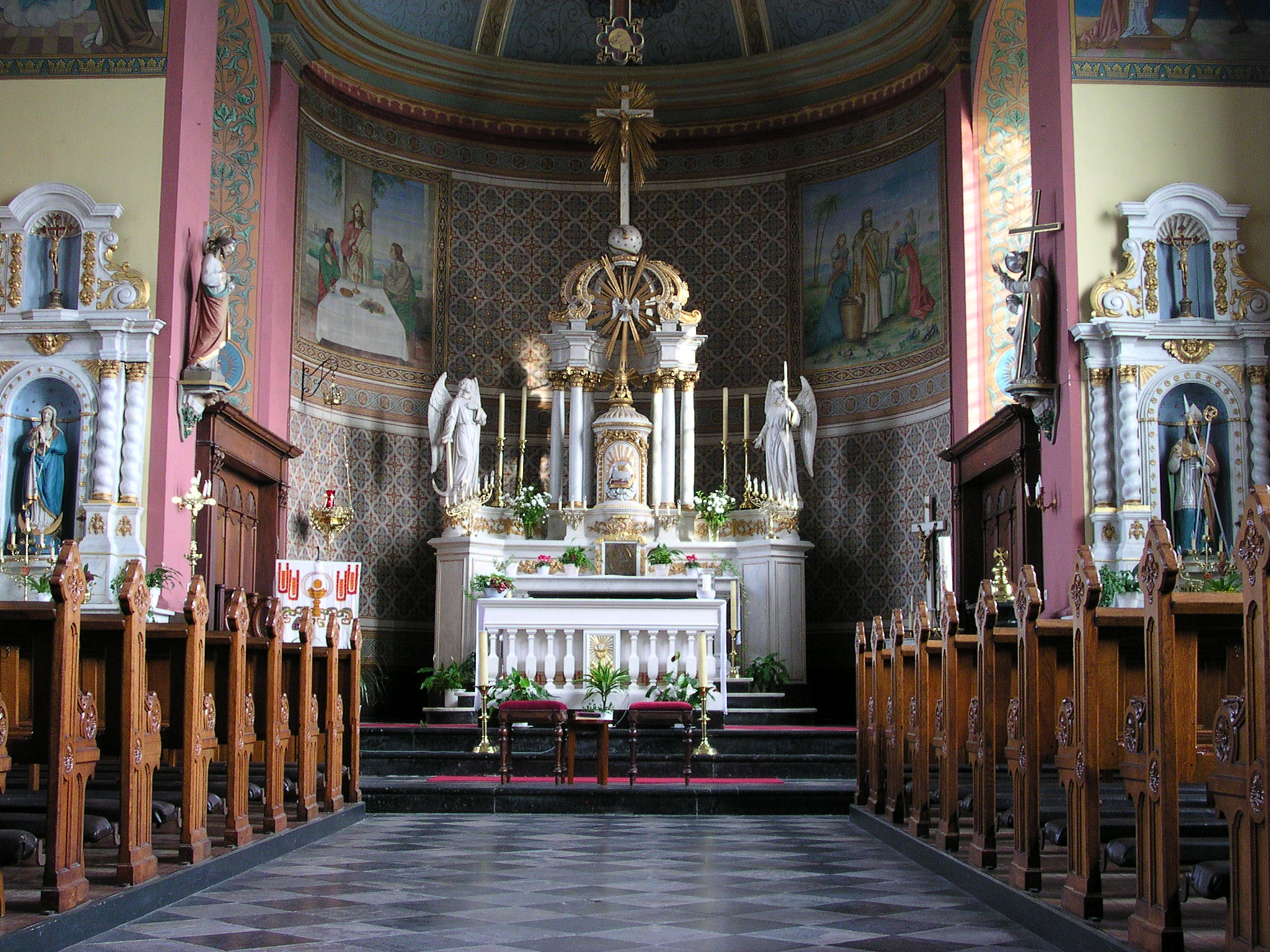
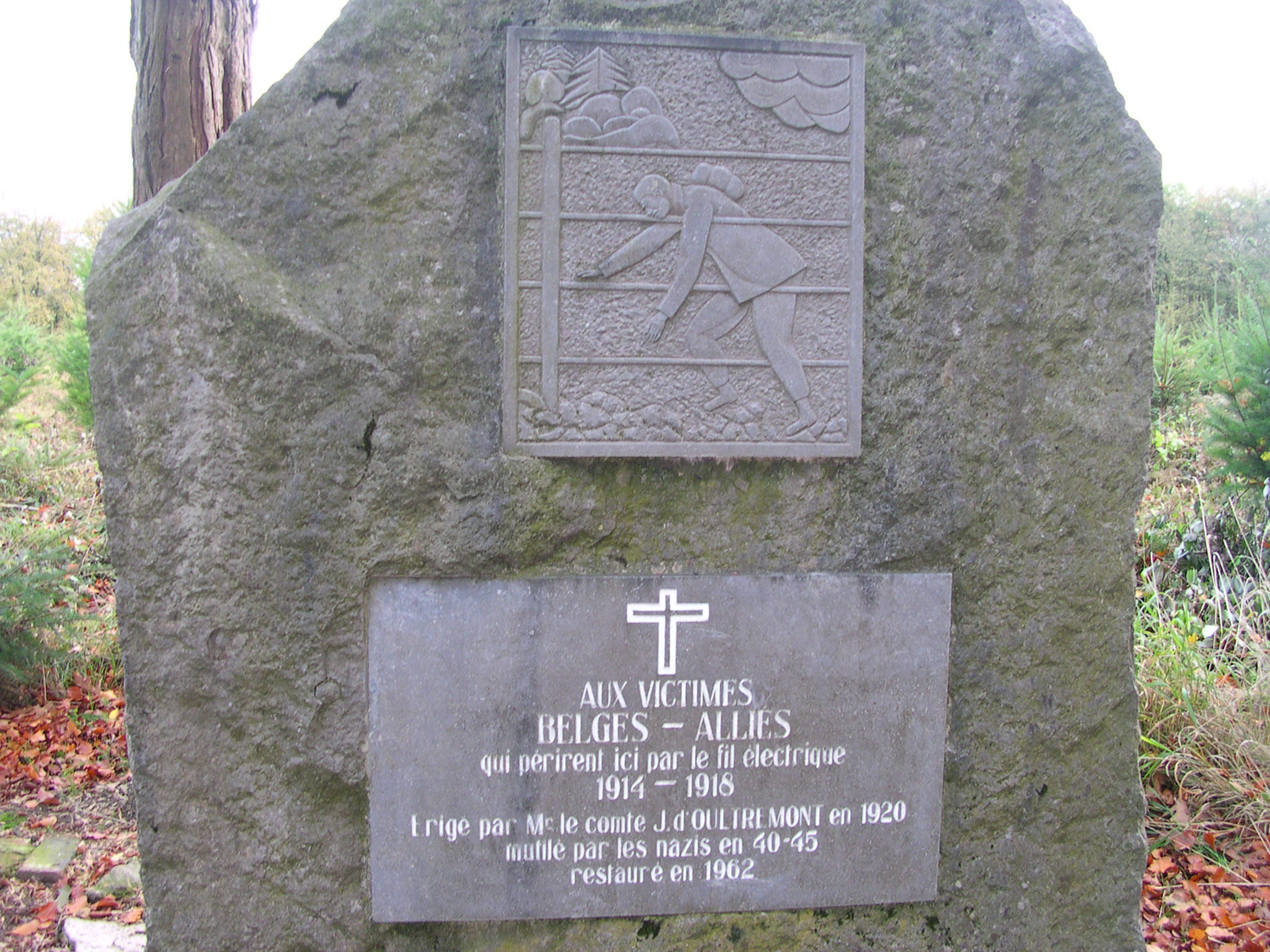